# Jacob van der Kop
Jacob van der Kop (* 25. Juli 1868 in Schoonhoven; † 26. Januar 1945 in Vught) war ein niederländischer Sportschütze.

## Karriere
Van der Kop nahm 1908 an den Olympischen Spielen in London teil. Hier erreichte er im Wettbewerb mit der Pistole über 50 Yards Rang 12. Mit der niederländischen Mannschaft platzierte er sich im Mannschaftswettbewerb über 50 Yards mit der Freien Pistole auf dem sechsten Rang.